# L'Impasse de l'amour et de la haine
Pour plus de détails, voir Fiche technique et Distribution.
L'Impasse de l'amour et de la haine (愛怨峡, Aien kyō) est un film japonais de Kenji Mizoguchi sorti 1937, d'après le roman Résurrection de Léon Tolstoï.

## Synopsis
La famille de Kenkichi dirige une auberge dans une petite ville provinciale de la région montagneuse de la préfecture de Nagano. Une dispute éclate entre Kenkichi, qui souhaite partir vivre à Tokyo où il a fait ses études et devenir professeur, et son père qui veut qu'il reprenne l'affaire familiale. Ofumi est serveuse dans l'auberge, elle est enceinte de Kenkichi. Quand le jeune homme lui apprend ses intentions de départ, elle le supplie de l’emmener avec lui mais il refuse prétextant des problèmes d'argent. Lorsque Murakami l'oncle d'Ofumi se présente à l'auberge pour l'engager dans sa troupe de théâtre ambulant, elle prend peur, craignant que son oncle ne la revende dans un quartier de plaisirs. Kenkichi cède alors et les deux amants s'enfuient ensemble en train à Tokyo.
À Tokyo, Hirose, un ami de Kenkichi héberge le couple dans son appartement. La femme de Hirose s'inquiète de la situation, Kenkichi reste oisif dans sa chambre et seule Ofumi se démène pour chercher du travail. Comme son mari n'ose rien dire à son ami, elle écrit en secret au père de Kenkichi.
Yoshitaro un voisin des Hirose est musicien, il gagne sa vie en jouant de l'accordéon pour les clients des bars et des restaurants. Lorsqu'il croise Ofumi en train de se faire embobiner par un proxénète, il intervient pour lui sauver la mise n'hésitant pas à user de son couteau puis il aide la jeune fille dans sa recherche de travail. Il réussit à lui trouver un poste de serveuse dans un restaurant respectable. Quand Ofumi rentre chez les Hirose annoncer la bonne nouvelle à Kenkichi, elle ne le trouve pas. Elle découvre qu'il est parti au pays avec son père venu le chercher, ne lui laissant qu'une lettre d'adieu et quelques yens pour la naissance de l'enfant à venir. Yoshitaro lui, est arrêté par la police pour s'être battu au couteau.
Lorsque Yoshitaro sort de prison, il cherche à revoir Ofumi mais celle-ci ne travaille plus au restaurant, elle a été licenciée lorsque sa grossesse est devenue visible. Ce n'est que deux ans plus tard qu'il la retrouve par hasard dans un bar où elle divertit un client. Ofumi a changé, ce n'est plus la jeune femme timide qu'il a connu. Pour survivre, elle a du confier son fils, Kentaro à une nourrice cupide et gagne sa vie comme hôtesse de bar.
Ofumi et Yoshitaro croisent la route de Murakami, l'oncle d'Ofumi. Il leur propose de rejoindre sa troupe de théâtre ambulant, ils acceptent et après avoir récupéré Kentaro partent en tournée. La troupe connait des hauts et des bas, le succès n'est pas toujours au rendez-vous et les déplacements sont difficiles.
Lors du trajet en train qui mène la troupe vers la ville natale d'Ofumi, Kentaro est fiévreux. Sur scène, Yoshitaro et Ofumi forment un duo comique. Kenkichi est présent dans le public, il assiste au spectacle puis il se rend en coulisse où il trouve Murakami et son fils qu'il voit pour la première fois et dont l'état empire. Ils l'emmènent d'urgence chez un médecin.
Réunis auprès de l'enfant malade, Kenkichi demande pardon à Ofumi et cherche à se racheter. Il est devenu propriétaire de l'auberge familiale et ses parents ont pris leur retraite à Matsumoto. Il la demande en mariage mais elle refuse. Yoshitaro fait basculer la situation, il provoque Kenkichi et sort un couteau, il est de nouveau mis aux arrêts. Ofumi s’établit alors chez Kenkichi qui s'occupe de l'enfant et veut régulariser leur situation mais son père intervient de nouveau rejetant Ofumi qu'il juge indigne de se marier avec son fils.
De nouveau témoin de la faiblesse de Kenkichi face à son père, Ofumi s'enfuit avec Kentaro et rejoint son oncle, sa troupe et Yoshitaro.

## Fiche technique
- Titre : L'Impasse de l'amour et de la haine
- Titre original : 愛怨峡 (Aien kyō?)
- Réalisation : Kenji Mizoguchi

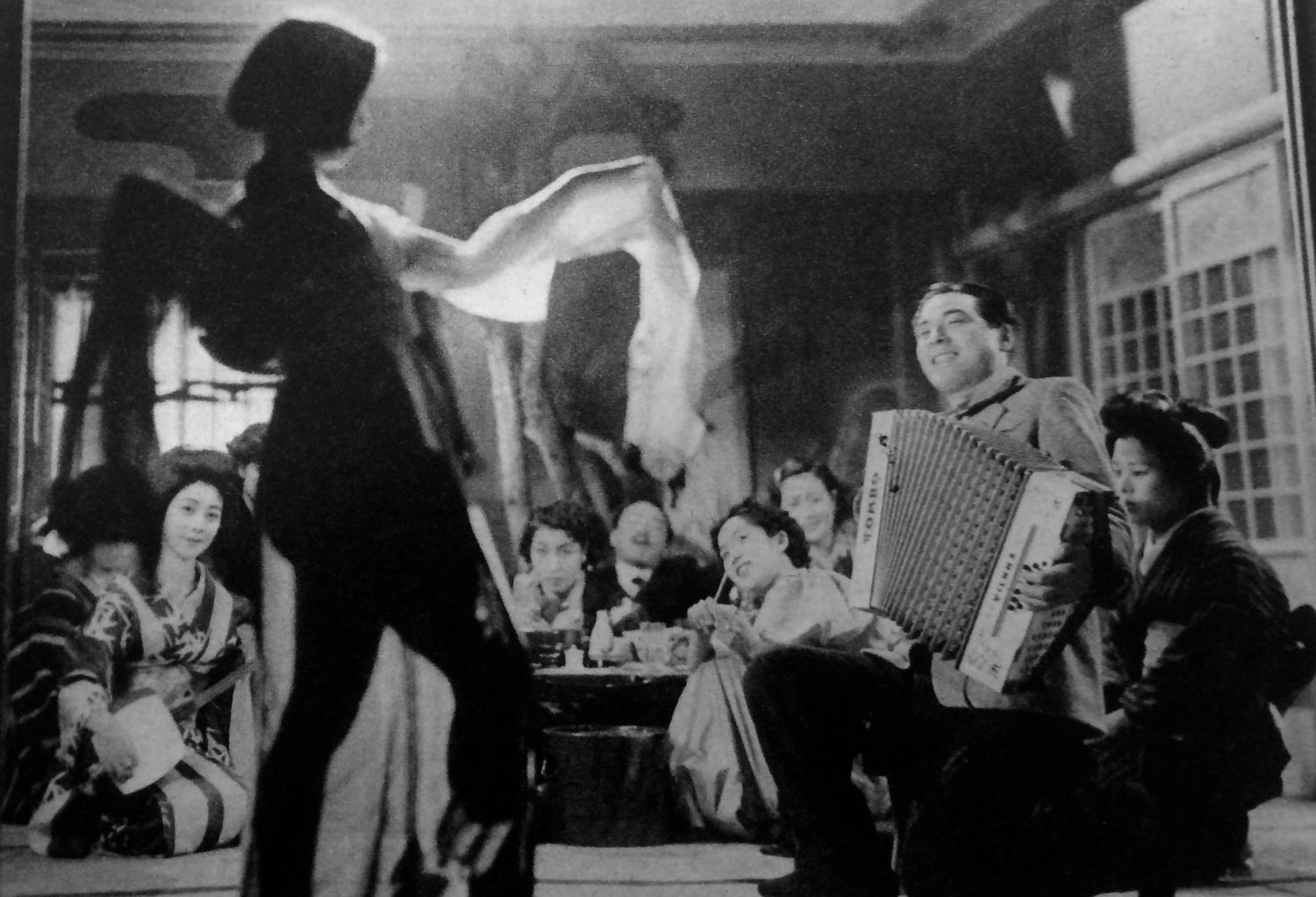
Scène du film avec Seizaburō Kawazu jouant de l'accordéon.

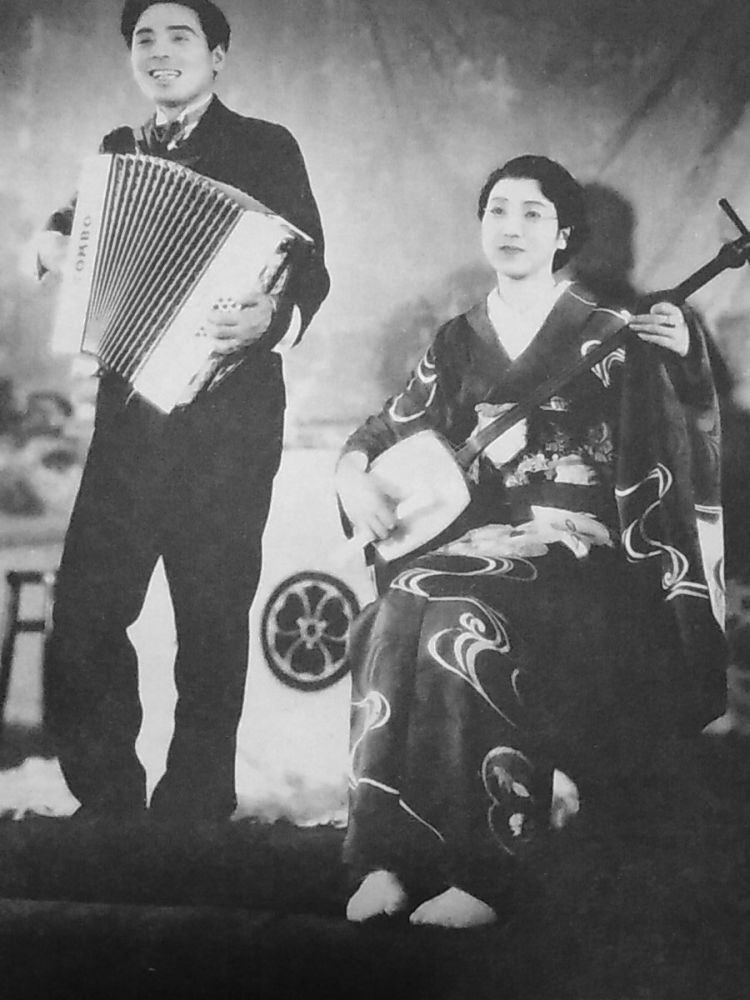
Seizaburō Kawazu à l'accordéon et Fumiko Yamaji au shamisen.

- Scénario : Yoshikata Yoda et Kenji Mizoguchi
- Adaptation : Matsutarō Kawaguchi d'après le roman Résurrection de Léon Tolstoï
- Photographie : Minoru Miki
- Montage : Tazuko Sakane et Mitsuo Kondō
- Musique : Mitsuo Ugajin
- Sociétés de production : Shinkō Kinema
- Pays d'origine :  Empire du Japon
- Langue originale : japonais
- Format : noir et blanc — 1,37:1 — 35 mm — son mono
- Genre : drame
- Durée : 88 minutes (métrage : dix bobines - 2 498 m[1])
- Date de sortie :
  - Empire du Japon : 17 juin 1937[1]

## Distribution
- Fumiko Yamaji : Ofumi Murakami
- Seizaburō Kawazu (ja) : Yoshitaro Suzuki
- Masao Shimizu : Kenkichi Takizawa
- Yutaka Mimasu (ja) : Yasuzō, le père de Kenkichi
- Harue Mei : Oshin, la mère de Kenkichi
- Haruo Tanaka : Hirose, l'ami de Kenkichi
- Kaoru Nobe : Satako, sa femme
- Bumon Kahara (ja) (crédité sous le nom Keiji Ōizumi) : Kota
- Kumeko Urabe : Ume, sa femme
- Ichirō Sugai : Sanjuro Mori, le client mauvais payeur

## Autour du film
À la suite de la faillite en 1936 de la Daiichi Eiga, Kenji Mizoguchi rejoint la Shinkō Kinema pour laquelle il tourne L'Impasse de l'amour et de la haine en 1937. Pour déterminer le sujet de ce film, Kenji Mizoguchi, Yoshikata Yoda et Matsutarō Kawaguchi se réunissent dans un ryokan aux alentours de Kyoto. Yoda souhaite écrire une histoire au sujet d'un couple d'artistes, Kawaguchi est favorable à une adaptation  de Résurrection, les trois hommes décident d'adapter l'idée des deux artistes au roman de Léon Tolstoï.
Tadao Satō écrit du film : « La première partie montre une héroïne soumise à un garçon faible de type nimaime qui, lorsqu'elle perd confiance en lui, se métamorphose en femme forte, complètement à l'opposé de ce qu'elle était. Face à cette Katioucha japonaise inébranlable, le Nekhlioudov nippon n'a pas la fierté aristocratique du héros de Tolstoï : incapable d'agir, il fait surtout preuve d'égoïsme et de lâcheté »
Nimaime : Le nimaime dans le théâtre kabuki est un rôle de jeune premier. Jeune et beau, il plait aux femmes mais n'est pas forcément vertueux.

## Distinction
L'Impasse de l'amour et de la haine est classé à la 3e position du classement des dix meilleurs films japonais de l'année 1937 par la revue Kinema Junpō.